# Cupra Formentor
Cupra Formentor — компактный кроссовер, выпускаемый компанией SEAT с 2020 года.

## Описание
Автомобиль Cupra Formentor начал производиться в марте 2020 года. Как и некоторые другие автомобили, модель планировалось представить на Женевском автосалоне, однако в связи с распространением пандемии COVID-19 проект был аннулирован. Название Formentor автомобиль получил в честь полуострова Форментор на острове Мальорка. Серийно автомобиль производится с конца сентября 2020 года.
В отличие от моделей SEAT Ateca и SEAT Leon, автомобиль Cupra Formentor не имеет аналога в гамме SEAT. Концепт-кар был представлен в 2019 году. Серийный вариант отличается от предсерийного формой диффузора в заднем бампере и пересмотренным узором задних огней. Конкурентом является Volkswagen Tiguan.

## Технические характеристики
Автомобиль Cupra Formentor оснащён двигателем Audi объёмом 1,4 литра. Также в моторную гамму входят двигатели объёмом 2 литра, которые ставятся на модель VZ. На модель VZ5 ставят двигатель объёмом 2,5 литра. Трансмиссия автомобиля — 7-ступенчатая DSG.

## Галерея

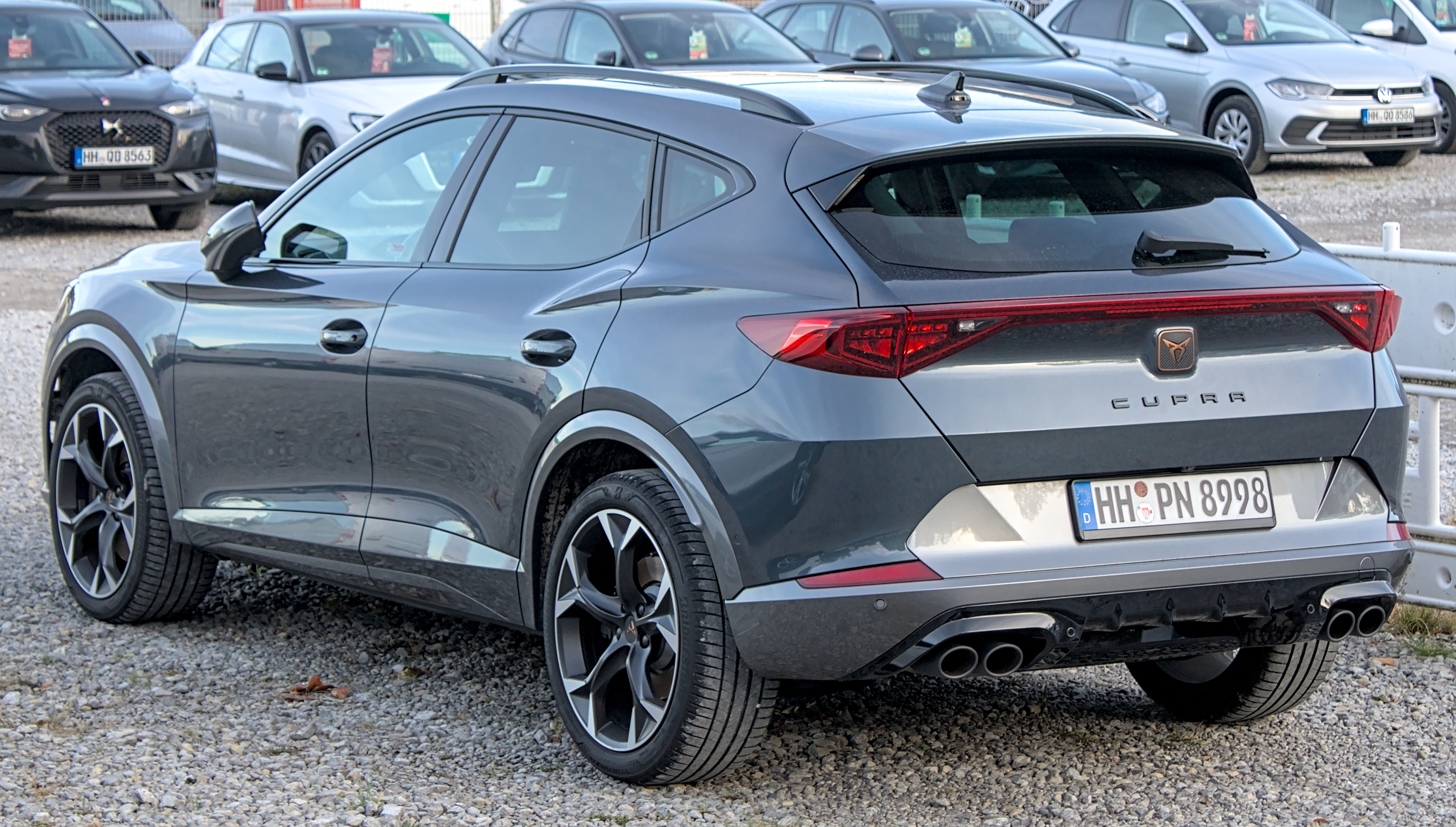
Вид сзади
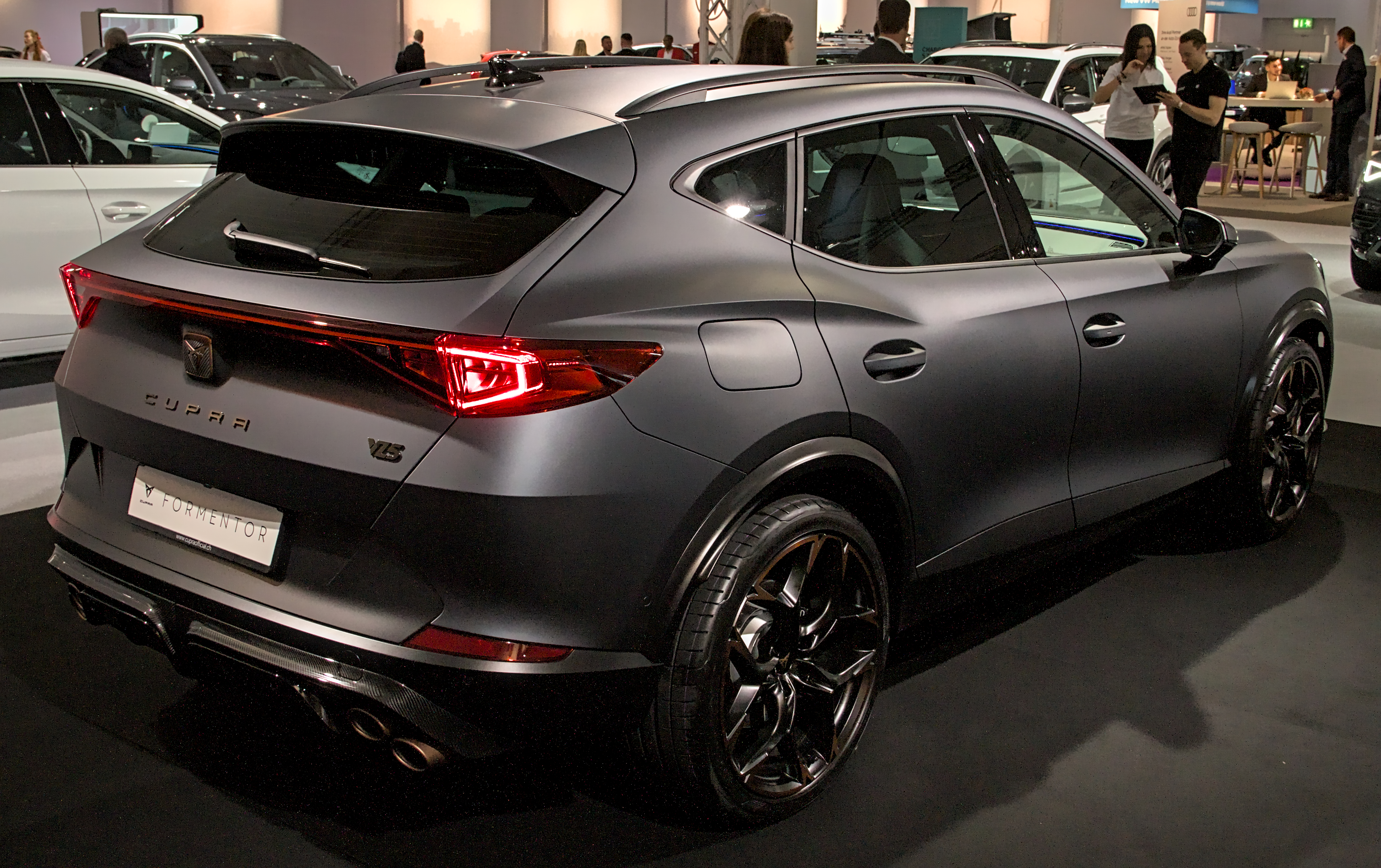
Cupra Formentor VZ5
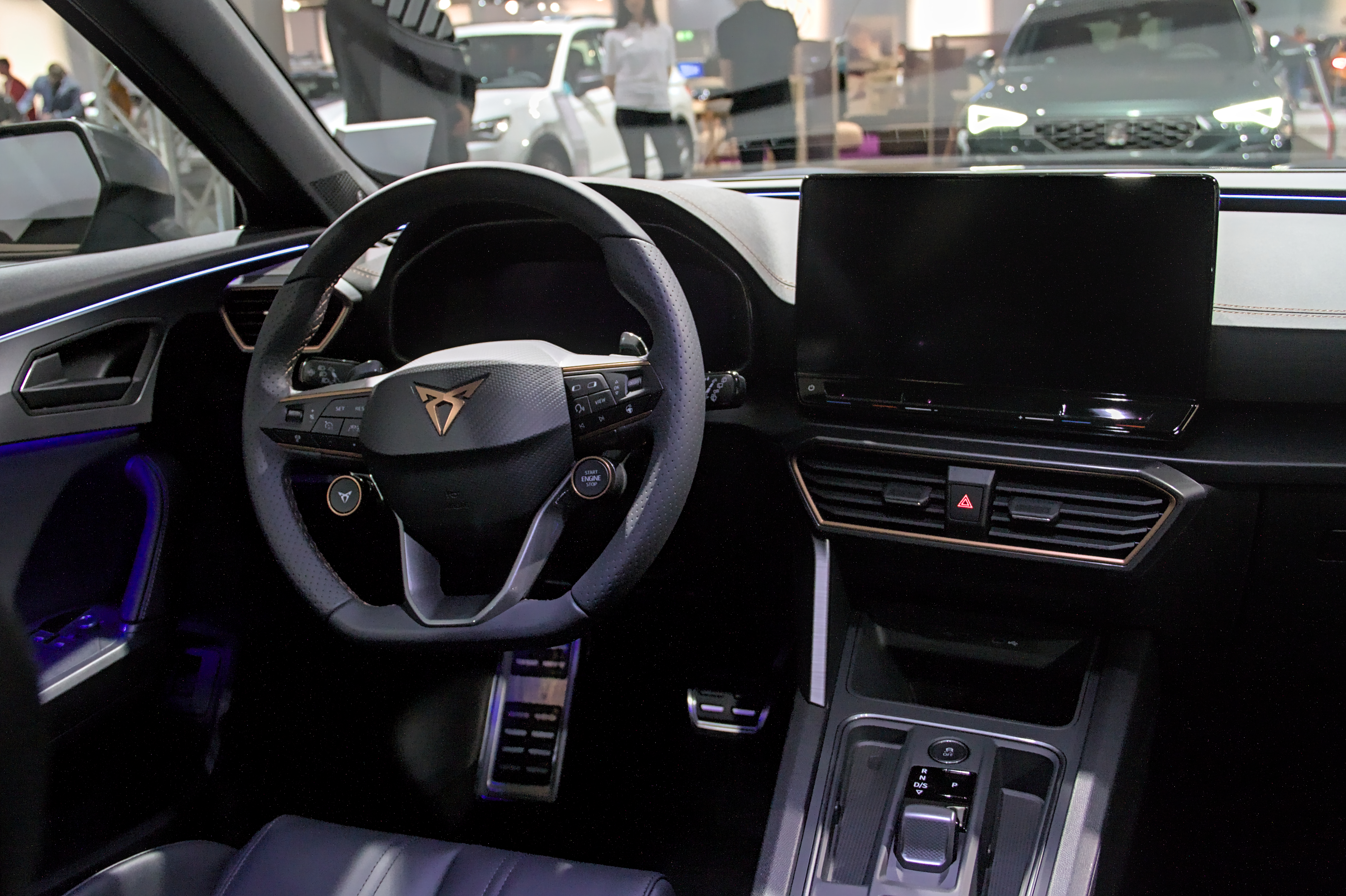
Место водителя